# 阿平 (新南威尔士州)
阿平（Appin）是澳大利亚新南威尔士州麦克阿瑟地区的一个城镇，隶属卧龙迪利郡（Wollondilly Shire）管辖。它位于坎贝尔敦以南16公里，卧龙岗西北35公里处。2006年人口为1,423人。2016年人口為2,633人。
阿平乃由拉克伦·麦夸里在1811年命名，得名于苏格兰的一个同名临海村庄，那里是麦夸里的妻子的出生地。
约翰·福尔勒（John Fuller，又名丹·摩根（Dan Morgan），澳洲丛林居民（bushranger）出生于此。